# برجا بتروناس التوأم
برجا بتروناس التوأم (منارا بركمبر ڤيترونس) يقعان في كوالالمبور (ماليزيا)، كانا أطول برجين في العالم منذ عام 1998 حتى عام 2004. يبلغ ارتفاع البرجين إلى الطابق العلوي 375 متر، وأما ارتفاعهما مع الهوائي فيصل إلى 452 متر (1,482.9 قدم). يوجد بكلا البرجين 88 طابقًا و78 مصعدًا.
برجا بتروناس، (أو أبراج بتروناس)، المعروفة أيضًا باسم المنارة بتروناس نسبة لاسم شركة النفط التي طلبت بناية البرجين التوأمين الذين يشكلان واحدة من أكبر وأعجب الأعمال الهندسية في العالم.
تعد أعلى ناطحة سحاب إسمنتية في ماليزيا حتى الآن حيث أنها استخدمت كميات هائلة من الخرسانة خلال عملية البناء، واجه البناء العديد من المشاكل في الفترة الأولى تكمن أهمها في تغيير مكان المبنى بضعة أمتار بعدما لوحظ هبوط في الأرض بعد إكمال بناء خمسة طوابق والسبب يرجع إلى عدم دقة فحوصات التربة أو ما يعرف بفحص الموقع بالإضافة إلى أن الاسمنت المستعمل لم يكن ضمن المواصفات المطلوبة.
ان فكرة المصاعد في هذا المبنى المميز تعتمد على مبدأ وجود مصعدين فوق بعضهما بحيث أنهما يتحركان معا كوحدة واحدة، أي أن المهندسين قد دمجوا مصعدين بواحد معتمدين على أن المصعد السفلي يتوقف عند الطوابق الفردية والعلوي عند الطوابق الزوجية، كما وقسمت المصاعد أيضا إلى قسمين، قسم يتوجه نحو منتصف البرج والأخر يكمل إلى آخره.
يتكون البرج بالأساس من ناطحتين موصولتين ببعضهما عن طريق جسر هوائي، كما وتم إرساء العطاء على شركتين مختلفتين لضمان وجود السرعة والتنافس بينهما، حيث أن الفارق بين الشركتين عند انتهاء العمل كان فقط تأخر وصول مانعة الصواعق حيث ان احدها قد احضر من كوريا والاخرى من اليابان، وقد وصلت شحنة الأولى قبل الثانية.

## التاريخ والعمارة
النظام الهيكلي لبرجي بتروناس هو نظام أنبوبي، اخترعه فضل الرحمن خان. يعتبر تصميم الهيكل الأنبوبي للمباني المرتفعة شائعًا.
يتكون البرجان من 88 طابقًا وبنسبة كبيرة من الخرسانة المسلحة، مع واجهات من الحديد والزجاج مصممة لتشبه الزخارف الموجودة في الفن الإسلامي، وذلك انعكاس للدين الإسلامي في ماليزيا. يوجد تأثير إسلامي آخر على التصميم هو أن المقطع العرضي للأبراج يشبه علامة ربع الحزب، مع إضافة قطاعات دائرية لتلبية متطلبات المساحات المكتبية. تشبه القطاعات الدائرية الجزء السفلي من قطب منار.
صمم المهندس المعماري الأرجنتيني سزار بيلي البرجين. اختار أسلوب عمارة ما بعد الحداثة لإنشاء أيقونة تنتمي للقرن الحادي والعشرين لكوالالمبور في ماليزيا. بدأ تخطيط برجي بتروناس في 1 يناير عام 1992 وشمل اختبارات دقيقة ومحاكاة للرياح والأحمال الهيكلية على التصميم. استغرق بناءه سبع سنوات، إذ بدأ في 1 مارس 1993 بعملية الحفر وتضمنت نقل 500 شاحنة محملة بالتراب كل ليلة لحفر 30 مترًا (98 قدمًا) تحت سطح الأرض.
بدأ العمل على البنية الفوقية في 1 أبريل عام 1994. انتهت عملية التصميمات الداخلية مع الأثاث في 1 يناير عام 1996، انتهى بناء البرجين في 1 مارس 1996، بعد 3 سنوات من بدء تشييده. افتتح رئيس وزراء ماليزيا الدكتور مهاتير محمد رسميًا البرجين في 1 أغسطس عام 1999. بُني البرجان التوءمان في موقع حلبة سباق كوالالمبور. تكونت أرض نصف الموقع من الحجر الجيري بينما كان النصف الآخر من الصخر اللين. نُقل الموقع بأكمله مسافة 61 مترًا (200 قدمًا) لتتوضع المباني بالكامل على الصخر اللين. يعتبر أساس البرجين أعمق الاساسات في العالم بسبب عمق صخر الأساس. حُفر 104 وتدًا خرسانيًا تراوح عمقها بين 60 و114 مترًا (من 197 إلى 374 قدمًا) في الأرض.
كان الأساس على شكل حصيرة بحجم 13,200 متر مكعب (470,000 قدم مكعب) من الخرسانة صُبَّ بشكل مستمر خلال فترة 54 ساعة لكل برج. بلغت سماكة الحصيرة 4.6 متر (15 قدمًا)، وبوزن 32,500 طن، وعُدّ هذا الرقم رقمًا قياسيًا عالميًا لأكبر صب خرساني حتى عام 2007، انتهى العمل على الأساسات في غضون 12 شهرًا وتطلبت كميات هائلة من الخرسانة.
وُظفت شركتا بناء نتيجة لتحديد الحكومة الماليزية موعد إنهاء البرجين في غضون ست سنوات، شركة واحدة لكل برج.
فشلت دفعة من الخرسانة في بداية عملية البناء في اختبار تحمل روتيني مما تسبب في توقف البناء بالكامل. اختبرت جميع الطوابق المكتملة، وتبين أن واحدة فقط تحتوي على خرسانة سيئة وهُدمت. ونتيجة لهذا الفشل الملموس اختبرت كل دفعة جديدة قبل صبها. كلف التوقف في البناء 700,000 دولار أمريكي لكل يوم وأدى إلى إنشاء ثلاثة مصانع خرسانية منفصلة في الموقع لضمان أنه إذا أنتج مصنع دفعة سيئة فيمكن أن يستمر الآخران في توريد الخرسانة. صنف البرج الثاني كأعلى مبنى في العالم في ذلك الوقت.
بنيت الأبراج بتصميم رخيص من الخرسانة المسلحة عالية القوة بسبب التكلفة الضخمة لاستيراد الحديد. تعتبر الخرسانة عالية القوة مادة مألوفة بالنسبة للمقاولين الآسيويين وذات فعالية عالية في الحد من تأثير الترنح مثل الحديد. لكنه جعل المبنى يزن ضعف وزنه السابق ما أثر على اساسه. تستخدم الأبراج نظامًا هيكليًا متطورًا يستوعب شكلها النحيل ويوفر مساحة مكتبية خالية من الأعمدة تبلغ 560000 متر مربع بدعم من كتل خرسانية ذات ابعاد 23 × 23 مترًا وحلقة خارجية من الأعمدة الضخمة المتباعدة على مسافات واسعة. يوجد أسفل البرجين التوءمين مركز تسوق كوالالمبور، وقاعة بتروناس لمحبي الموسيقى.

## البيانات التقنية
- إجمالي مساحة الأراضي 341.760 متر2.
- تصميم الهندسة المعمارية سيزار بيلي.
- موقع وصلة الجسر السماوي طابق 41 و 42.
- طول «الجسر السماوي» 58.4 متر.
- ارتفاع «الجسر السماوي» 170 متر فوق مستوى الشارع.
- النقل السريع، المصاعد الرأسية 29 كابينة مزدوجة في كل برج.
- عدد الأدراج المتحركة 10 في كل برج.
- سطح الفولاذ المقاوم للصدأ على الواجهات 65.000 متر مربع.
- مساحة سطح النوافذ 77.000 متر مربع.
- الاسمنت (بمقاومة مختلفة تصل إلى 80) 160.000 متر مكعب في الهيكل العالي.
- 36.910 طن من الفولاذ.
- الأساس 13.200 متر مكعب من الخرسانة المسلحة لسمك 4,5 متر وتزن حوالي 32.550 طن في كل برج، بدعم من 104 عمود متغير الطول من 60 إلى 115 متر.

## معرض الصور

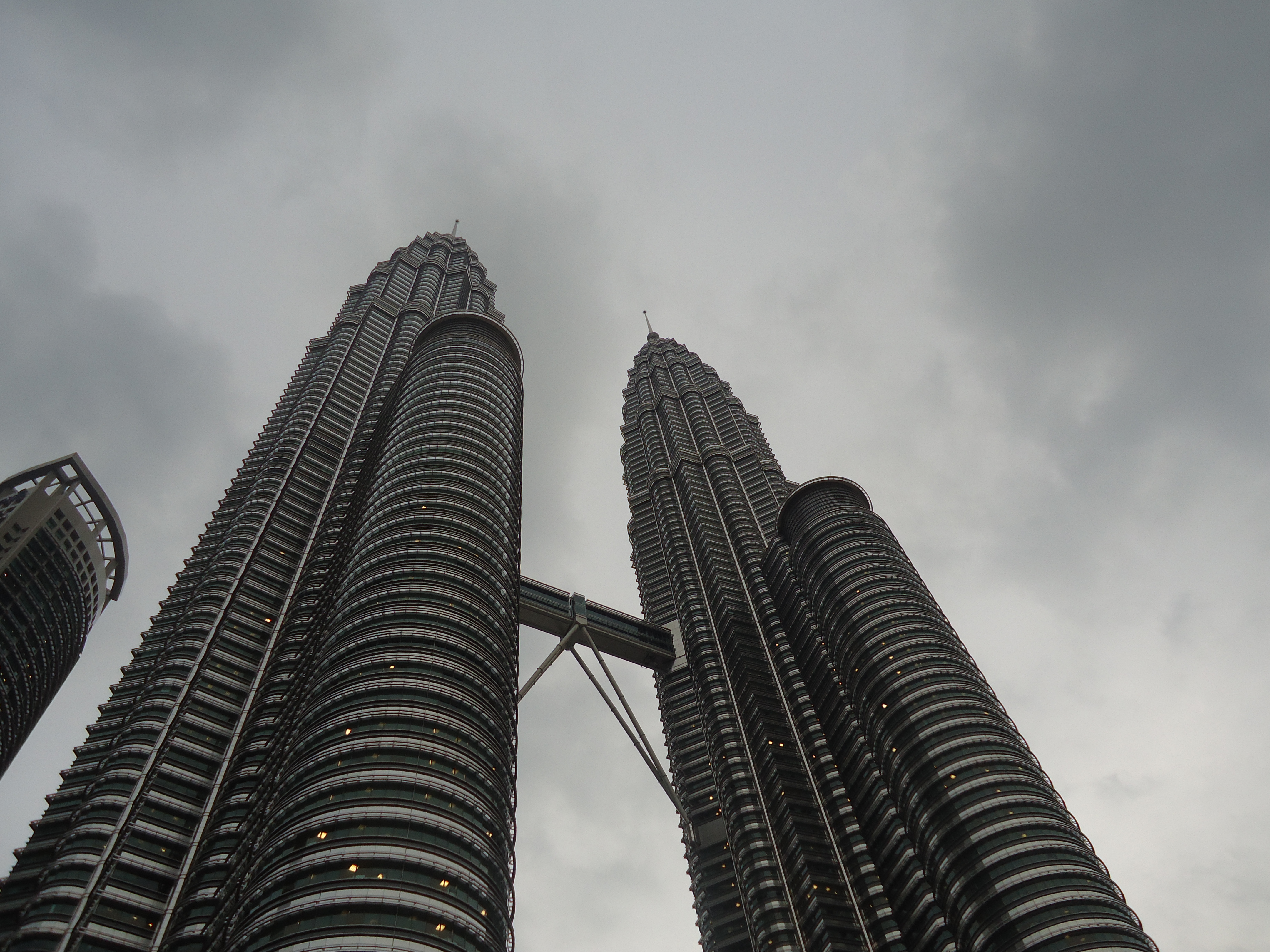